# Liste des maires de Saint-Cyr-sur-Mer
Cet article dresse une liste par ordre de mandat des maires de la commune française de Saint-Cyr-sur-Mer, située dans le département du Var en région Provence-Alpes-Côte d'Azur.

## Liste des maires

### De 1825 à 1944
| Période | Période | Identité                                 | Étiquette | Qualité                                                                |
| ------- | ------- | ---------------------------------------- | --------- | ---------------------------------------------------------------------- |
| 1825    | 1826    | Louis-Joseph-André Brémond               |           | Négociant                                                              |
| 1826    | 1830    | Pierre-Armand Ricard                     |           | Propriétaire                                                           |
| 1830    | 1831    | Joseph Olivier                           |           | Propriétaire                                                           |
| 1831    | 1836    | Joseph-Blaise-André Benet                |           | Propriétaire                                                           |
| 1836    | 1841    | Marius-Crépin-Calixte Guis               |           | Propriétaire                                                           |
| 1841    | 1843    | Joseph-Raimond-Édouard Estienne          |           | Docteur en médecine, chevalier de l'ordre de François Ier et de Naples |
| 1843    | 1848    | Pierre-Laurent Gairoard                  |           | Propriétaire                                                           |
| 1848    | 1855    | Patrice Baille                           |           | Propriétaire                                                           |
| 1855    | 1860    | Charles-Honoré Giraud                    |           | Coiffeur                                                               |
| 1860    | 1865    | Jules Joseph Portalis                    |           | Baron, député                                                          |
| 1865    | 1867    | Adolphe-Auguste-Joseph-Thomas Bérenguier |           | Contrôleur des douanes en retraite                                     |
| 1867    | 1870    | Édouard-Céry Giraud                      |           | Marchand drapier                                                       |
| 1870    | 1871    | Ferdinand Decugis                        |           | Propriétaire                                                           |
| 1871    | 1872    | Ferdinand Giraud                         |           | Propriétaire                                                           |
| 1872    | 1872    | Charles-Antoine Rampal                   |           | Propriétaire                                                           |
| 1872    | 1873    | Auguste Ramel                            |           | Propriétaire                                                           |
| 1873    | 1875    | Henri Estienne                           |           | Propriétaire                                                           |
| 1875    | 1884    | Paul-Louis Ramel                         |           | Propriétaire                                                           |
| 1884    | 1890    | Roger Moutte                             |           | Propriétaire                                                           |
| 1890    | 1892    | Alexandre Gervais                        |           | Retraité                                                               |
| 1893    | 1902    | Ernest Marguery                          |           | Avocat                                                                 |
| 1903    | 1920    | André Berton                             |           |                                                                        |
| 1920    | 1925    | Félix Benet                              |           |                                                                        |
| 1925    | 1927    | Aimé Carbonnel                           |           |                                                                        |
| 1927    | 1929    | Jules Ventre                             |           |                                                                        |
| 1929    | 1939    | Édouard Seillon                          |           |                                                                        |
| 1939    | 1944    | Rodolphe Sorba                           |           | Nommé conseiller départemental en 1943                                 |

### Depuis 1944
Depuis la Libération, huit maires se sont succédé à la tête de la commune.
| Période          | Période          | Identité             | Étiquette            | Qualité |
| ---------------- | ---------------- | -------------------- | -------------------- | --- |
| 1944             | 1945             | François Ricaud      |                      | |
| 1945             | 1948             | Jean Marguery        |                      | |
| 1948             | mars 1971        | Émile Désirat        | app. SFIO            | Conseiller général du canton du Beausset (1955 → 1964)                                                                                          |
| mars 1971        | mars 1977        | Auguste Amic         | PS                   | Conseiller juridique Sénateur du Var (1972 → 1977) Conseiller général du canton du Beausset (1976 → 1982)                                       |
| mars 1977        | 20 août 1985     | Bernard Revest       |                      | |
| 20 août 1985     | 20 mars 1989     | Josette Pons         | UDF-PR               | Conseillère générale du canton du Beausset (1988 → 2015)                                                                                        |
| 20 mars 1989     | 15 décembre 2000 | Jean-Pierre Giran    | RPR                  | Professeur des universités Député de la 3e circonscription du Var (1997 → 2017) Conseiller régional de Provence-Alpes-Côte d'Azur (1992 → 2002) |
| 18 décembre 2000 | en cours         | Philippe Barthélemy, | RPR puis UMP puis LR | Professeur des universités 2e vice-président de la CA Sud Sainte Baume                                                                          |

## Conseil municipal actuel
Les 33 sièges composant le conseil municipal de Saint-Cyr-sur-Mer ont été pourvus lors du premier tour de scrutin. Lors de son installation en 2014, il était réparti comme suit : 

## Résultats des dernières élections municipales

### Élection municipale de 2014
|                          | Philippe Barthélemy* | UMP-UDI        | 3 356  | 51,87  | 26 | 7 |  |  |
|                          | Élisabeth Lalesart   | FN             | 1 399  | 21,62  | 3  | 1 |  |  |
|                          | Claude Giuliano      | SE             | 946    | 14,62  | 2  |   |  |  |
|                          | Philippe Serre       | PS-DVG         | 768    | 11,87  | 2  |   |  |  |
|                          |                      |                |        |        |    |   |  |  |
| Inscrits                 | Inscrits             | Inscrits       | 10 724 | 100,00 |    |   |  |  |
| Abstentions              | Abstentions          | Abstentions    | 4 112  | 38,34  |    |   |  |  |
| Votants                  | Votants              | Votants        | 6 612  | 61,66  |    |   |  |  |
| Blancs et nuls           | Blancs et nuls       | Blancs et nuls | 143    | 2,16   |    |   |  |  |
| Exprimés                 | Exprimés             | Exprimés       | 6 469  | 97,84  |    |   |  |  |
| * Liste du maire sortant |                      |                |        |        |    |   |  |  |

### Élection municipale de 2008
| Tête de liste            | Tête de liste        | Liste          | Premier tour | Premier tour | Second tour | Second tour | Sièges | Sièges |
| Tête de liste            | Tête de liste        | Liste          | Voix         | %            | Voix        | %           | CM     |        |
| ------------------------ | -------------------- | -------------- | ------------ | ------------ | ----------- | ----------- | ------ | ------ |
|                          | Philippe Barthelemy* | UMP            | 3 148        | 46,34        | 3 651       | 53,18       | 26     |        |
|                          | Caroline Giran-Samat | UMP diss.      | 1 818        | 26,76        | 2 115       | 30,81       | 5      |        |
|                          | Claude Giuliano      | DVG            | 890          | 13,10        | 1 099       | 16,01       | 2      |        |
|                          | Christian Peyre      | DVG            | 581          | 8,55         |             |             |        |        |
|                          | Annie Abonal         | DVD            | 357          | 5,25         |             |             |        |        |
|                          |                      |                |              |              |             |             |        |        |
| Inscrits                 | Inscrits             | Inscrits       | 10 127       | 100,00       | 10 127      | 100,00      |        |        |
| Abstentions              | Abstentions          | Abstentions    | 3 089        | 30,50        | 3 044       | 30,06       |        |        |
| Votants                  | Votants              | Votants        | 7 038        | 69,50        | 7 083       | 69,94       |        |        |
| Blancs et nuls           | Blancs et nuls       | Blancs et nuls | 244          | 2,41         | 218         | 2,15        |        |        |
| Exprimés                 | Exprimés             | Exprimés       | 6 794        | 67,09        | 6 865       | 67,79       |        |        |
| * Liste du maire sortant |                      |                |              |              |             |             |        |        |

### Élection municipale de 2001
|                          | Philippe Barthélemy* | RPR            | 2 856 | 61,37  |  |  |  |  |
|                          | Inconnu              | DVD            | 1 798 | 38,63  |  |  |  |  |
|                          |                      |                |       |        |  |  |  |  |
| Inscrits                 | Inscrits             | Inscrits       | 7 619 | 100,00 |  |  |  |  |
| Abstentions              | Abstentions          | Abstentions    | 2 486 | 32,63  |  |  |  |  |
| Votants                  | Votants              | Votants        | 5 133 | 67,37  |  |  |  |  |
| Blancs et nuls           | Blancs et nuls       | Blancs et nuls | 479   | 6,29   |  |  |  |  |
| Exprimés                 | Exprimés             | Exprimés       | 4 654 | 61,08  |  |  |  |  |
| * Liste du maire sortant |                      |                |       |        |  |  |  |  |